# Strazha, Kaçanik
Strazha  (albanska: Strazha , serbiska: Straža) är en by i Kosovo. Den ligger i kommunen Kaçanik. Enligt den senaste folkräkningen år 2011 fanns det 258 invånare.

## Demografi
| Demografi | 2011 |
| --------- | ---- |
| albaner   | 258  |